# Fritz Straßmann (Mediziner)
Fritz Strassmann (* 27. August 1858 in Berlin; † 30. Januar 1940 ebenda) war ein deutscher Rechtsmediziner.

## Leben

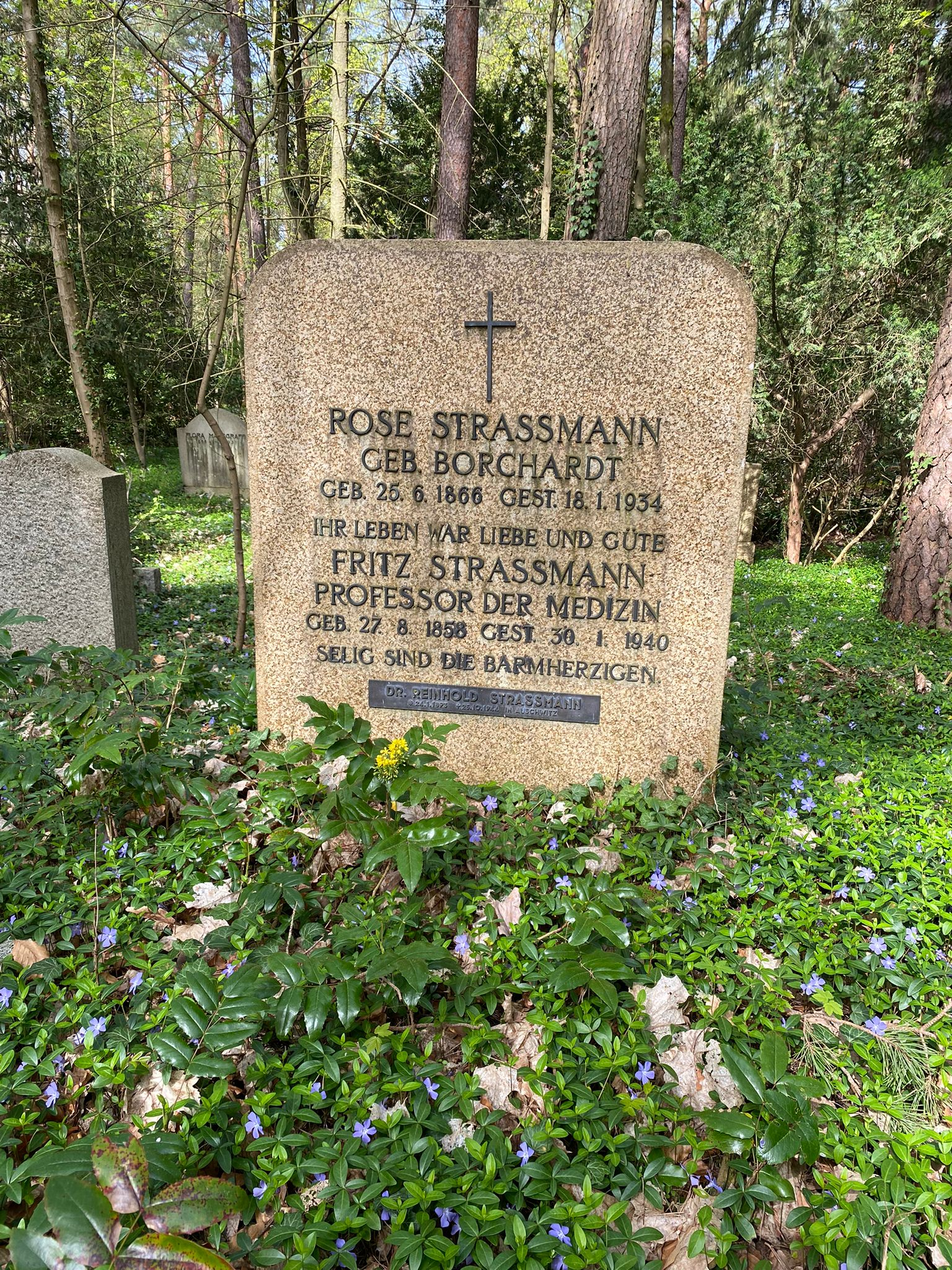
Grabstätte auf dem Südwestkirchhof Stahnsdorf

Strassmann stammte aus einer bekannten jüdischen Berliner Ärztefamilie. Er war der Sohn des Mediziners Samuel Strassmann (1826–1879). Eine seiner Schwestern, Gertrud Strassmann (1859–1916), war seit 1881 mit dem Internisten Albert Fraenkel verheiratet. Zu den Geschwistern seines Vaters zählten Wolfgang Strassmann, der Gründer des Deutschen Vereins für Armenpflege, Heinrich Strassmann (1834–1905), Königlicher Sanitätsrat (und Vater von Paul Strassmann), und der Berliner Stadtmedizinalrat Ferdinand Strassmann.
Strassmann besuchte das Friedrichs-Gymnasium in Berlin und studierte dann an der Ruprecht-Karls-Universität Heidelberg, der Universität Leipzig und der Friedrich-Wilhelms-Universität zu Berlin Medizin. 1876 wurde er Mitglied der Burschenschaft Normannia Leipzig. 1879 legte er in Berlin sein Staatsexamen ab und promovierte am 11. Oktober 1879 zum Thema Über die präfibrile Harnstoffausscheidung. Von 1881 bis 1883 war er bei Hermann Nothnagel Assistent an der Medizinischen Klinik der Universität Jena, anschließend 1883/84 Assistent bei Julius Cohnheim und Carl Weigert am Pathologischen Institut der Universität Leipzig. Von 1884 bis 1890 assistierte er bei Carl Liman an der Praktischen Unterrichtsanstalt für Staatsarzneikunde in Berlin.
Am 18. Mai 1889 habilitierte sich Strassmann für Staatsarzneikunde (bei Rudolf Virchow und Ernst von Leyden). Ende 1891 wurde er, als Nachfolger des verstorbenen Carl Liman, kommissarischer Leiter des Berliner Instituts für Gerichtsmedizin, 1894 dann regulärer Direktor dieses Instituts, außerdem Direktor der Praktischen Unterrichtsanstalt für Staatsarzneikunde und außerordentlicher Professor. 1895 wurde er in die Deutsche Akademie der Naturforscher Leopoldina aufgenommen. 1921 erhielt er eine ordentliche Professur für gerichtliche Medizin, am 1. Oktober 1926 wurde er emeritiert. Sein kommissarischer Nachfolger als Direktor des Instituts für Gerichtsmedizin war Paul Fraenckel.
Strassmann war 1904 Gründer der Berliner gerichtsärztlichen Vereinigung und Mitgründer der Deutschen Gesellschaft für gerichtliche Medizin. Zu seinen wichtigsten Publikationen zählen das 1895 veröffentlichte Lehrbuch der gerichtlichen Medicin (2. Auflage 1931) und der Sammelband Medizin und Strafrecht (1911).
Verheiratet war Strassmann seit 1887 mit Rose Borchardt (1866–1934), einer Tochter des Stadtrats Gustav Borchardt. Unter den drei Söhnen waren der Rechtsmediziner Georg Strassmann (1890–1972), Professor in Breslau, und der Mathematiker Reinhold Strassmann (1893–1944), der in Auschwitz ermordet wurde. Fritz Strassmanns Grab befindet sich auf dem Südwestkirchhof Stahnsdorf.